# Antero Kivi
Pour les articles homonymes, voir Kivi.
Antero Kivi, né le 15 avril 1904 à Orivesi et mort le 29 juin 1981 à Helsinki, est un ancien athlète finlandais spécialiste du lancer du disque.

## Palmarès

### Jeux olympiques d'été
- Athlétisme aux Jeux olympiques de 1928 à Amsterdam,  Pays-Bas
  -  Médaille d'argent du lancer du disque